# Bassaniodes sinaiticus
Bassaniodes sinaiticus es una especie de araña cangrejo del género Bassaniodes, familia Thomisidae. Fue descrita científicamente por Levy en 1999.

## Distribución
Esta especie se encuentra en Egipto.